# Ренуар, Жан

Огюст Ренуар. Габриэль Ренар и юный Жан Ренуар

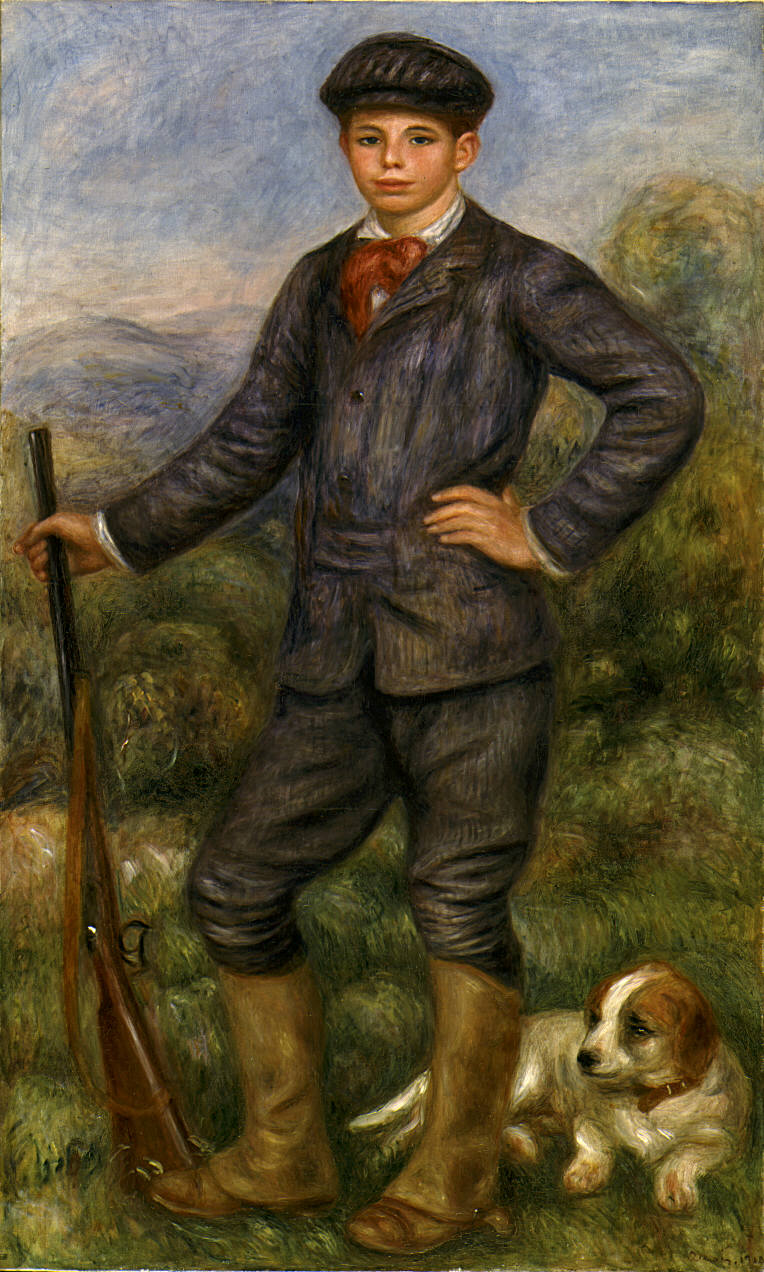
Огюст Ренуар. Портрет Жана Ренуара (1910)

Жан Ренуа́р (фр. Jean Renoir; 15 сентября 1894, Париж, Франция — 12 февраля 1979, Беверли-Хиллз, округ Лос-Анжелес, Калифорния, США) — французский кинорежиссёр, актёр, продюсер, сценарист, сын художника Огюста Ренуара, брат актёра Пьера Ренуара.
Фильмы Ренуара «Великая иллюзия» (1937) и «Правила игры» (1939) входят в число лучших кинокартин всех времён и народов, а сам режиссёр числится четвёртым в списке лучших режиссёров, согласно опросу журнала Sight & Sound.

## Биография
Жан Ренуар родился 15 сентября 1894 года в Париже, в районе Монмартра в семье художника-импрессиониста Огюста Ренуара.
По окончании учёбы, получив степень бакалавра, Жан Ренуар в 1914 году отбывает воинскую повинность. Зачисленный в расквартированный в Венсене драгунский полк, он посещает курсы офицеров запаса и попадает на фронт младшим лейтенантом. Там он был серьёзно ранен в бедро, отчего у него навсегда осталась лёгкая хромота, и в 1915 году демобилизован. Тогда он поступает в авиацию, где, пройдя специальное обучение, становится пилотом-наблюдателем и заканчивает войну в чине лейтенанта.
Жан с юных лет занимался живописью, затем керамикой, посещал театры, много читал. Кинематографом увлекался с самого детства, про что он пишет в статье, опубликованной журналом «Лё пуэн» в 1938 году: «Мне пришлось долгое время ходить в кино по три раза в день. Это значит, что в день я поглощал семь или восемь фильмов, к концу недели их становилось пятьдесят, а к концу месяца — двести. Мысль о работе в кино меня не посещала. Мне казалось, что во Франции невозможно создать что-то своё», но, посмотрев «Костёр пылающий» с Мозжухиным в главной роли, он изменил своё мнение.
По окончании войны Жан Ренуар встречает Катрин Гесслинг, натурщицу своего отца, и в 1919 году женится на ней. Впоследствии она сыграла во многих его фильмах. C 1925 года занялся киноискусством, участвуя в создании фильма «Катрина, или Жизнь без радости», где свою первую роль сыграла его жена, которую позже Андре Базен назвал «настоящей царицей немых произведений Ренуара». Осенью 1925 г. в кинотеатре «Старая голубятня» была показана первая постановка Ж. Ренуара — «Дочь воды», по сценарию своего друга Пьера Лестренге, и где, по мнению Жоржа Садуля, огромное внимание режиссёр уделил природе, актёрам и живописности, близкой к импрессионизму. После первого режиссёрского опыта последовала масштабная работа — экранизация романа Эмиля Золя «Нана» (1926). Получив согласие дочери писателя Леблон-Золя, которая стала редактором сценария, Ренуар несколько отошёл от оригинала (сокращение количества персонажей, которые, по его мнению, могли запутать зрителя, сознательно допустил костюмы по моде 1871 года, сюжет). Он не считался с затратами и даже продал несколько полотен отца.
Фильм, снимавшийся во Франции и Германии, обошёлся в миллион франков — весьма значительная сумма по тем временам, но в финансовом отношении из-за ошибок прокатчиков провалился. Подводя итог работы в немом кинематографе, Ренуар заявил: «Я снял всего один фильм — „Нана“; остальное — это спорт и коммерция». Финансовая неудача фильма, который он же частично и финансировал, заставила режиссёра перейти к постановке чисто коммерческих картин, преимущественно костюмных исторических мелодрам. Среди них: «Маркитта» (1927) — романтические похождения принца одного из государств Центральной Европы; «Турнир» (1928) — историческая реконструкция, снятая в Каркассоне; «Колонии» (1929) — фильм, снятый по заказу французского правительства в ознаменование сотой годовщины завоевания Алжира; «Лодырь» (1928—1929), который был комедией в американском стиле. Ренуар утверждал тогда: «Ритм превыше всего. Я вижу его не в монтаже, а в актёрской игре».
Однако среди этих фильмов была и творческая удача: в 1928 году ставит «Девочка со спичками» по сказке Андерсена. Фильм снимался на чердаке театра «Старая голубятня», переоборудованном в кинопавильон.
По словам П. Лепроона, это был поэтический и изобретательно сделанный фильм, который впервые раскрыл во всем объёме большой режиссёрский талант Ж. Ренуара. Андре Базен написал про фильм: «Восторженное любопытство Ренуара к трюковым съёмкам, почти чувственное наслаждение, вызываемое в нём оригинальностью этих феерических картинок, — вот, в гораздо большей степени, чем сказка Андерсена, источник присущей фильму поэзии».

Ренуар писал: 
«Единственное, что я мог принести в этот мир, жестокий и нелогичный, — это свою любовь…».
Появление звука в кино открыло перед режиссёром совершенно новые возможности. Ренуар снимает «Суку» (1931) по роману де Ля Фушардьера. В этой картине Ренуар приблизился к тому стилю, который позже будет назван «поэтическим реализмом». Впервые в творчестве режиссёра появляются те «глубокие» кадры, которые станут характерной стилистической приметой всех его работ.
Позже Ренуар вспоминал: «К моему несчастью, борьба, которую пришлось выдержать, чтобы поставить на ноги „Суку“, создала мне репутацию человека, весьма неуживчивого, так что после этого фильма найти работу мне было чрезвычайно трудно. Я жил кое-как, изредка снимая убогие фильмы, вплоть до того момента, когда Марсель Паньоль дал мне возможность снимать „Тони“. Довоенный период ознаменовался ещё тремя значительными картинами: это „Великая иллюзия“ (1937), „Человек-зверь“ (1938) и „Правила игры“ (1939)».
В годы войны Ренуар снимает в США.
В 1951 году Ренуар снимает картину «Золотая карета», являющуюся вольной экранизацией пьесы «Карета святых даров» Проспера Мериме с Анной Маньяни в главной роли, которую режиссёр назвал драматической фантазией в стиле комедии дель арте. По мнению Жоржа Садуля, эта картина ему не вполне удалась, уступая его довоенному творчеству: «Ни восхитительная Маньяни, ни тонкое чувство цвета, ни приёмы, заимствованные из итальянской народной комедии, ни тщательно сделанные мизансцены не были достаточны для того чтобы возвысить этот созданный Ренуаром дивертисмент, лишённый к тому же остроумия Мериме, до уровня прежних постановок Ренуара».
С учётом этой коммерческой неудачи Ренуар в поисках подходящего сюжета и финансирования два года оставался без режиссёрской работы. Им рассматривалось несколько вариантов, среди которых он собирался снимать фильм «Браконьеры», экранизировать повесть «Первая любовь» И. С. Тургенева, также были идеи о создании фильма о Винсенте Ван Гоге, но летом 1954 года Ренуар начал подготовительную работу к съёмкам картины «Французский канкан» по сюжету сценариста Андре-Поля Антуана. Эта картина первоначально планировалась для режиссёра Ива Аллегре, но её тема заинтересовала Ренуара и в конечном счете этот проект был поручен ему.
По мнению французского критика Жака Лурселя, три картины Ренуара 50-х годов: «Золотая карета», «Французский канкан» и «Елена и мужчины» вместе составляют некое подобие трилогии, в которой режиссёр отдаёт дань уважения трём видам зрелища: итальянской комедии дель арте, кафешантану и театру марионеток.
С 1960 года Ренуар преподавал режиссуру в университете в Беркли (США). На оскаровской церемонии в 1975 году награждён почётной премией за совокупное творчество. От имени режиссёра (который был тяжело болен) награду за него получала Ингрид Бергман, которая в своём выступлении отметила, что все фильмы Ренуара отличают присущие ему индивидуальность, поэтичность и тонкий лиризм, главным содержанием его картин является его собственная любовь к людям, как бы ни проявлялась их сущность: от благородства до безумия. А затем, держа в руках награду, она обратилась прямо к камере и добавила: «В благодарность за всё, чему ты научил молодых деятелей кино и зрителей всего мира, я говорю тебе от их имени: „Спасибо, мы тебя любим, Жан“».

## Оценки творчества
Во французской кинопрессе 1950-х годов создаётся настоящий культ Ренуара. Франсуа Трюффо отмечал: «Он повлиял на всех нас не только как кинематографист, но и в мировоззренческом плане: как философ, писатель, как человек большого ума… Ренуара интересовали живые люди. Философия Ренуара — терпимость, милосердие, желание понять окружающих…», его творчеству посвящена книга Андре Базена («лучшая книга о кино», по определению Франсуа Трюффо). Эрик Ромер отмечал: «Не следует относить модернизм Ренуара к тому же модернизму, что свойствен Антониони или Вендерсу: он совершенно иной, уникальный, неповторимый. Ренуар наименее театральный из всех режиссёров, он пошёл дальше всех в критике театра. И в то же время он ближе остальных к театру».
Вуди Аллен, вспоминая свои юношеские пристрастия, вспоминал, что: «Фильмы Жана Ренуара тоже производили ошеломляющее впечатление: „Правила игры“, „Великая иллюзия“, его прекрасный короткий фильм „Загородная прогулка“».
Мартин Скорсезе говорил: «Я помню, как ребёнком смотрел фильмы Ренуара и тогда же почувствовал связь с его героями, благодаря любви режиссёра к ним». Роберт Олтмен, которого называли стилистическим преемником Ренуара, восхищался его фильмом «Правила игры» и говорил: «„Правила игры“ научили меня правилам игры».
Орсон Уэллс говорил в интервью: «Я обожал Ренуара, просто боготворил его… Для меня он был Богом… именно им я восхищаюсь в истории кино больше, чем кем бы то ни было; у меня есть и другие кумиры, но он ни с кем не сравним. Терпеть не могу „призовые места“, но, если бы мне пришлось выбирать, я признал бы Ренуара самым великим режиссёром…»

## Фильмография

### Немые фильмы (Франция)
| Год  |   | Русское название               | Оригинальное название            | Роль |
| ---- | - | ------------------------------ | -------------------------------- | ---- |
| 1924 | ф | Катрина, или Жизнь без радости | Catherine ou Une vie sans Joie   |      |
| 1925 | ф | Дочь воды                      | La Fille de l’eau                |      |
| 1926 | ф | Нана                           | Nana                             |      |
| 1927 | ф | Чарльстон                      | Sur un air de charleston         |      |
| 1927 | ф | Маркитта                       | Marquitta                        |      |
| 1928 | ф | Лодырь (фильм)                 | Tire-au-flanc                    |      |
| 1928 | ф | Маленькая продавщица спичек    | La Petite Marchande d’allumettes |      |
| 1928 | ф | Турнир                         | Le Toirnoi                       |      |
| 1929 | ф | Блед                           | Le Bled                          |      |

### Звуковые фильмы (Франция)
| Год  |   | Русское название                  | Оригинальное название                | Роль                |
| ---- | - | --------------------------------- | ------------------------------------ | ------------------- |
| 1931 | ф | Ребёнку дают слабительное         | On purge bébé                        |                     |
| 1931 | ф | Сука                              | La Chienne                           | режиссёр, сценарист |
| 1932 | ф | Ночь на перекрёстке               | La Nuit du Carrefour                 |                     |
| 1932 | ф | Будю, спасённый из воды           | Boudu Sauvé des Eaux                 |                     |
| 1932 | ф | Шотар и Компания                  | Chotard et Cie                       |                     |
| 1933 | ф | Мадам Бовари                      | Madame Bovary                        |                     |
| 1935 | ф | Тони                              | Toni                                 |                     |
| 1936 | ф | Преступление господина Ланжа      | Le Crime de Monsieur Lange           |                     |
| 1936 | ф | На дне                            | Les Bas-fonds (по пьесе М. Горького) |                     |
| 1936 | ф | Жизнь принадлежит нам             | La vie est a nous                    |                     |
| 1936 | ф | Загородная прогулка (фильм, 1936) | Une partie de campagne               |                     |
| 1937 | ф | Великая иллюзия                   | La Grande Illusion                   | режиссёр, сценарист |
| 1938 | ф | Марсельеза                        | La Marseillaise                      |                     |
| 1938 | ф | Человек-зверь                     | La Bête Humaine                      |                     |
| 1939 | ф | Правила игры                      | La Règle du Jeu                      |                     |

### Фильмы, снятые в США
| Год  |   | Русское название  | Оригинальное название      | Роль |
| ---- | - | ----------------- | -------------------------- | ---- |
| 1941 | ф | Стоячая вода      | The Swamp Water            |      |
| 1943 | ф | Эта земля моя     | This Land Is Mine          |      |
| 1945 | ф | Южанин            | The Southerner             |      |
| 1946 | ф | Дневник горничной | The Diary of a Chambermaid |      |
| 1947 | ф | Женщина на пляже  | The Woman on the Beach     |      |

### Фильмы, снятые после возвращения из США
| Год  |     | Русское название              | Оригинальное название                  | Роль |
| ---- | --- | ----------------------------- | -------------------------------------- | ---- |
| 1950 | ф   | Река                          | The River                              |      |
| 1952 | ф   | Золотая карета                | Le Carrosse d’or                       |      |
| 1954 | ф   | Французский канкан            | French Can Can                         |      |
| 1956 | ф   | Елена и мужчины               | Elena et les hommes                    |      |
| 1959 | ф   | Завещание доктора Корделье    | Le Testament du Docteur Cordelier      |      |
| 1959 | ф   | Завтрак на траве              | Le Dejeuner sur l’herbe                |      |
| 1962 | ф   | Пришпиленный капрал           | Le Caporal epingle                     |      |
| 1968 | док | Работа Жана Ренуара с актёром | La Direction d’ac-teur par Jean Renoir |      |
| 1971 | док | Маленький театр Жана Ренуара  | Le Petit theatre de Jean Renoir        |      |

## Награды
| 1946                                         | Номинант       | Оскар                                                              | Лучшая режиссура                  | Южанин              |                     |                     |                     |
| 1975                                         | Почётный Оскар | Почётный Оскар                                                     | За вклад в развитие киноискусства | Жан Ренуар          |                     |                     |                     |
|                                              |                |                                                                    |                                   |                     |                     |                     |                     |
| Берлинский кинофестиваль                     |                |                                                                    |                                   |                     |                     |                     |                     |
| 1962                                         | Номинант       | Золотой медведь                                                    | Пришпиленный капрал               | Пришпиленный капрал | Пришпиленный капрал | Пришпиленный капрал | Пришпиленный капрал |
|                                              |                |                                                                    |                                   |                     |                     |                     |                     |
| Бодил                                        |                |                                                                    |                                   |                     |                     |                     |                     |
| 1966                                         | Лауреат        | Бодил                                                              | Лучший европейский фильм          | Человек-зверь       |                     |                     |                     |
|                                              |                |                                                                    |                                   |                     |                     |                     |                     |
| Национальный совет кинокритиков США          |                |                                                                    |                                   |                     |                     |                     |                     |
| 1945                                         | Лауреат        | NBR Award                                                          | Лучшая режиссура                  | Южанин              |                     |                     |                     |
|                                              |                |                                                                    |                                   |                     |                     |                     |                     |
| National Society of Film Critics Awards, USA |                |                                                                    |                                   |                     |                     |                     |                     |
| 1975                                         | Лауреат        | Special Award                                                      | Жан Ренуар                        | Жан Ренуар          |                     |                     |                     |
|                                              |                |                                                                    |                                   |                     |                     |                     |                     |
| Prix Louis Delluc                            |                |                                                                    |                                   |                     |                     |                     |                     |
| 1936                                         | Лауреат        | Prix Louis Delluc                                                  | На дне                            | На дне              |                     |                     |                     |
|                                              |                |                                                                    |                                   |                     |                     |                     |                     |
| Венецианский кинофестиваль                   |                |                                                                    |                                   |                     |                     |                     |                     |
| 1937                                         | Лауреат        | Best Overall Artistic Contribution                                 | Великая иллюзия                   | Великая иллюзия     |                     |                     |                     |
| 1937                                         | Номинант       | Mussolini Cup                                                      | Великая иллюзия                   | Великая иллюзия     |                     |                     |                     |
| 1939                                         | Номинант       | Mussolini Cup                                                      | Человек-зверь                     | Человек-зверь       |                     |                     |                     |
| 1946                                         | Лауреат        | Премия международного жюри критиков за лучший художественный фильм | Южанин                            | Южанин              |                     |                     |                     |
| 1951                                         | Лауреат        | Best Overall Artistic Contribution                                 | Великая иллюзия                   | Великая иллюзия     |                     |                     |                     |
| 1951                                         | Лауреат        | Международная премия                                               | Река                              | Река                |                     |                     |                     |
|                                              |                |                                                                    |                                   |                     |                     |                     |                     |
| Walk of Fame                                 |                |                                                                    |                                   |                     |                     |                     |                     |
| Лауреат                                      | Лауреат        | Star on the Walk of Fame                                           | Жан Ренуар                        | Жан Ренуар          |                     |                     |                     |